# 薬丸兼教
薬丸 兼教（やくまる かねのり、生年不詳 - 1945年（昭和20年）6月23日）は、昭和時代の陸軍軍人であり剣術家。薬丸自顕流第十二代宗家薬丸兼吉の子。最終階級は陸軍中佐。

## 経歴
陸軍士官学校第48期卒。1943年（昭和18年）、陸軍大学校（第57期）卒業。陸士では昭和天皇の弟である三笠宮と同期で、宮の五人のご学友に選ばれたほどの俊傑であった。その後、陸軍士官学校教官などを務めた後、沖縄第32軍司令部情報将校（陸軍少佐）として、牛島満司令官を補佐した。1945年（昭和20年）6月18日、ゲリラ戦指揮の命を受け、司令部を出立した。その後の消息は不明であり、戦死したと推定されている。
薬丸本家最後の当主である父・薬丸兼吉は、本来であれば薬丸自顕流十三代宗家となるはずであった長男の死を嘆き、「薬丸流は自分の代までで終わりにしたい」と話していたという。兼吉の死後、薬丸自顕流宗家の証ともいえる薬丸家文書は、当初兼吉の長女の夫である樋之口一夫方に保管されていたが、現在は樋之口家の意志によって、鹿児島県歴史資料センター黎明館に寄託されている。
薬丸自顕流宗家の家柄に産まれた為、幼い頃から修行を重ねた結果、常人以上の筋力と腕力を持っていたという。士官学校教官の時の渾名は『一発パン』。これは兼教から平手打ちを食らった生徒が、あまりの力に吹っ飛んで倒れた事から付けられたという。